# Justyn Warner
Justyn Warner, född 28 juni 1987, är en friidrottare från Kanada. Han deltog vid olympiska sommarspelen 2012.